# Marble Manton
Manton Marble (1834-1917) foi um jornalista de Nova York. Ele foi o proprietário e editor do New York World de 1860 a 1876.

## New York World
O New York World foi formado em 1860. Marble tornou-se seu proprietário e editor em 1862. Ele o transformou em um jornal democrata e de livre comércio. O edifício do World não foi atacado durante os motins de Nova York de 1863, ao contrário dos jornais republicanos The Tribune e The Times.
Em 1864, o World foi acusado de fraude depois de publicar comunicações do presidente Lincoln que acabaram sendo forjadas. Lincoln prendeu Marble e colocou o World  sob guarda militar. Marble, e o World, foram autorizados a retomar a publicação três dias depois. Em 1872, o World, se opôs vigorosamente à campanha presidencial de Horace Greeley. Marble aposentou sua posição editorial em 1876.
Marble morreu na Inglaterra em 24 de julho de 1917, aos 82 anos.

## Publicações
- Marble, Manton. A Secret Chapter of Political History. The Electoral Commission. The Truth Concerning Samuel J. Tilden, President, De Jure, divulgado e declarado contra algumas falsas representações de sua ação, conselho e conduta durante o inverno de 1876-7. 1878.
- Marble, Manton. Fraser River. Nova York: Dexter & Brother and Ross & Tousey, 1858.
- Mercer, Alexander G., and Manton Marble. Bible Characters, Being Selections from Sermons of Alexander Gardiner Mercer, D.D. (1817–1882). Nova York: G.P. Putnam's Sons, 1885.
- Marble, Manton, and Abraham Lincoln. Letter to Abraham Lincoln. Nova York: Priv. Print, 1867.
- Marble, Manton. To Red River & Beyond. S.l: s.n, 1860.
- Marble, Manton. Freedom of the Press Wantonly Violated: Letter of Mr. Marble to President Lincoln, Reaparecimento do Jornal do Comércio, Opiniões da Imprensa sobre Este Ultraje. Nova York: sn, 1864.
- Marble, Manton, and Abraham Lincoln. The Papers of Manton Marble. Washington, DC: Biblioteca do Congresso, 1852.
- Marble, Manton. The Ancient and Modern Idea of a State. 1855.